# Pasifika Festival

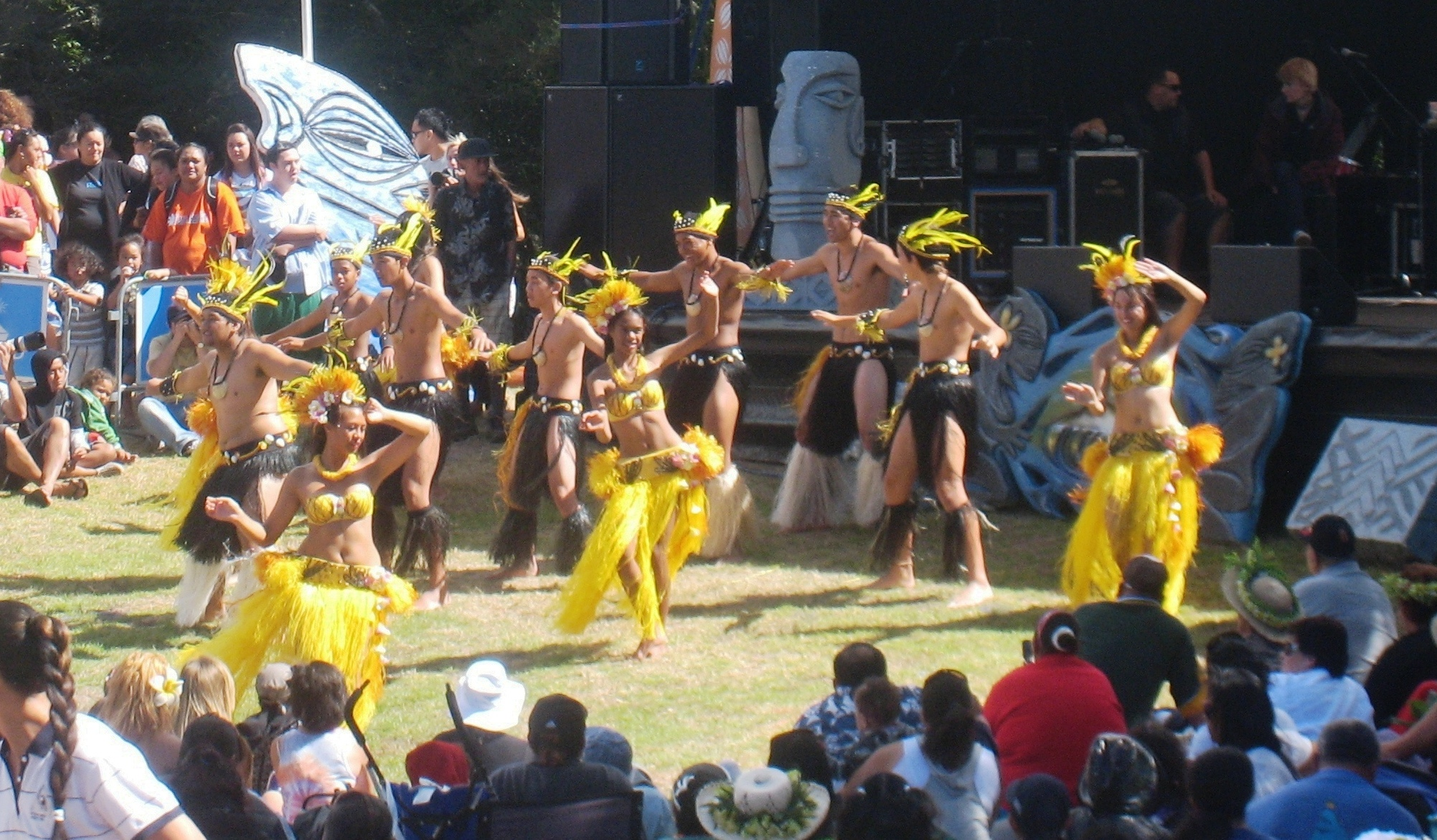
Tancerze z Wysp Cooka podczas festiwalu w 2010 roku

Pasifika Festival – festiwal kultur wysp Oceanii odbywający się corocznie w Nowej Zelandii. Mieszkańcy wysp mają możliwość zaprezentowania swojej kultury – tańca, sztuk plastycznych, muzyki, narodowej kuchni itp. Celem festiwalu jest też zbliżenie i lepsze wzajemne poznanie się krajów Pacyfiku.
Pierwsza edycja odbyła się w 1992 roku dzięki wspólnej inicjatywie rady miasta Auckland i organizacji South Pacific Island Nations Development Association. Już w następnym roku uczestników festiwalu było ponad 20 tysięcy. W 2007 roku festiwal otrzymał nagrodę Best Established Event Award przyznawaną przez New Zealand Association of Event Professionals (NZAEP). W 2015 roku wyjątkowo wydarzenie przeniesiono (na polecenie jednego z ministerstw Nowej Zelandii) do Hayman Park w Manukau, ze względu na epidemię muszki owocowej w dzielnicy Grey Lynn, położonej w sąsiedztwie miejsca imprezy. W 2016 roku festiwal wrócił do Auckland.
Zaproszeni mieszkańcy wysp otrzymują swoje "wioski", w których przez dwa dni (zazwyczaj w marcu) odbywają się wydarzenia według ich własnego pomysłu. W 2016 roku w festiwalu uczestniczyli przedstawiciele takich krajów i wysp, jak: Samoa, Tonga, Hawaje, Aotearoa (Nowa Zelandia), Wyspy Cooka, Niue, Fidżi, Tahiti, Tuvalu, Kiribati i Tokelau.